# Río Grande, Argentina
Río Grande je drugo največje mesto najjužnejše argentinske province Tierra del Fuego, Antártida e Islas del Atlántico Sur. Leži ob severovzhodni obali otoka Isla Grande de Tierra del Fuego, ki pripada otočju Ognjena zemlja. Leta 2005 je štelo okoli 60.000 prebivalcev, velik del izmed njih se je priselil iz drugih delov Argentine. 
Na kraj ob ustju reke, kjer so prvotno živeli Selknami, so leta 1883 prispeli prvi iskalci zlata, ki so priznavali argentinsko suverenost. Kmalu zatem so salezijanci 8 km od reke ustanovili prvi misijon in tako veljajo za prve bele stalne naseljence. 11. novembra 1893 so v bližini postavili še enega z imenom Nuestra Señora de La Candelaria. V okolici se je razvila živinoreja, predvsem ovčereja in govedoreja, delno pa tudi vzreja konj in prašičev. 11. julija 1921 je bila z odlokom formalno ustanovljena »Kmetijska kolonija Río Grande«, zemljo pa so razdelili med družine. Ob agrarni reformi leta 1925 je naselje dobilo današnje ime Río Grande in formalno postalo mesto.
Sredi 20. stoletja so v okoliških nahajališčih pričeli črpati nafto in zemeljski plin. Davčne olajšave leta 1972 so povzročile razcvet industrije, zlasti izdelavo elektronskih naprav. Konec 20. stoletja je prišlo do gospodarske krize, ki je botrovala zaprtju mnogih podjetij. Stanje se je nekoliko izboljšalo šele po devalvaciji argentinskega pesa leta 2002.
Mesto ob cesti med Ushuaio in preostankom Argentine nima kakšnega večjega turističnega pomena z izjemo možnosti za muharjenje in je med ribiči znano kot »postrvja prestolnica južne poloble«